# ديركو
ديركو (بالبرتغالية: Dirceu Wiggers de Oliveira Filho‏) هو لاعب كرة قدم برازيلي في مركز الدفاع، ولد في 5 يناير 1988 في إيبايتي في البرازيل. لعب مع نادي أفاي لكرة القدم ونادي أمريكا ونادي بوتافوغو اس بي ونادي كوريتيبا ونادي ماريتيمو.

## وصلات خارجية
- ديركو على موقع قاعدة بيانات كرة القدم.إي يو (الإنجليزية)
- ديركو على موقع Soccerway.com (الإنجليزية)
- ديركو على موقع عالم كرة القدم.نت (الإنجليزية)
- ديركو على موقع AS.com (الإسبانية)